# Raphia aethiops
Raphia aethiops là một loài bướm đêm trong họ Noctuidae.